# Idioma arapajó
La lengua arapajó o arapaho (en arapajó: Hinóno'eitíít ) es una de las lenguas algonquinas de las praderas del grupo atsina-arapaho, relacionada de manera estrecha con los gros ventres. Es hablado por el pueblo arapajó de Wyoming y Oklahoma. Los hablantes de arapajó viven mayormente en la Reserva del Río del Viento en Wyoming, aunque algunos tienen afiliación con la gente cheyenne del oeste de Oklahoma.

## Clasificación
El arapaho es un idioma algonquiano de la familia álgica.

## Fonología
Uno de los cambios de sonido de la evolución del proto-algonquino al arapaho es la pérdida del *k proto-algonquino. Más tarde, el * \p se convierte en /k/ o /tʃ/; las dos vocoides no silábicos proto-algonquinas se fusionan en /n/ y /j/; el *s cambia a /n/ en posición inicial, y el *m es reemplazado por / b / o / w / en función de la vocal siguiente. A diferencia de otras lenguas algonquinas, el arapaho retuvo el contraste entre los fonemas reconstruidos * r y * θ (mayormente como / n / y / θ /, respectivamente). [14][15][16] Estos y otros cambios sirven para dar al idioma arapaho un sistema fonológico muy divergente de él del proto-algonquino y de otros idiomas algonquinos, e incluso de las lenguas habladas en la Gran Cuenca que se encuentra adyacente. Algunos ejemplos que comparan palabras arapaho con sus cognados en proto-algonquino pueden ilustrar: [17][18][16] 
| proto-algonquiano | arapaho | Traducción           |
| ----------------- | ------- | -------------------- |
| *erenyiwa         | hinén   | 'hombre'             |
| *wa•poswa         | nóːku   | 'liebre'             |
| *nepyi            | nétʃ    | 'agua'               |
| Nosotrosθkweni    | hís     | '(su) hígado'        |
| *mexka•či         | wóʔoːθ  | 'pierna'             |
| *si•pi•wi         | níːtʃíː | 'río'                |
| *sakime•wa        | nóúbeː  | 'mosquito' > 'mosca' |
| *akweHmi          | hóú     | 'manta, bata'        |
| *ka•ka•kiwa       | hóuu    | 'cuervo'             |
| Unθemwa           | héθ     | 'perro'              |

### Vocales
Al nivel de la pronunciación, las palabras del arapaho no comienzan con una vocal, por lo que, cuando la forma subyacente de una palabra comienza con una vocal, se añade una / h / protética. [19]
Arapaho tiene una serie de cuatro vocales breves / i e o u / (pronunciadas [ɪ ɛ ɔ ʊ]) y cuatro vocales largas /iː eː oː uː/ (habitualmente escritas ⟨ii ee oo uu⟩ y pronunciadas [iː ɛː ɔː uː]). La diferencia de cantidad es fonémicamente distintiva: compare hísi', "garrapata" con híísi', "día", y hócoo, "carne" con hóócoo, "diablo" [19] Los fonemas / i / y / u / son por mayor parte en distribución complementaria, ya que, con escasas excepciones, el primer no se encuentra después de consonantes velares, y el otro sólo se produce después de ellos. La / u / no siempre sigue esta regla, como ejemplan las variantes libres kokíy ~ Kokuy, "arma"; kookiyón ~ kookuyón, "sin razón"; y bíí'oxíyoo ~ bíí'oxúyoo, "Se ha encontrado en la hierba" (un personaje mitológico). Sólo hay un par mínimo para ilustrar el contraste en la distribución: núhu', "este" frente a níhi'-, "X se realizó con Y", en el que níhi'- sólo se produce en forma unida [20]. 
Cabe destacar que, a diferencia de más del 98 por ciento de las lenguas del mundo, Arapaho no tiene ningunas vocales bajas, como /a/.
Además, hay cuatro diptongos, / ei ou oe ie/, y varios triptongos, /eii oee ouu/, así como secuencias extendidas de las vocales como / eee / con la tensión en la primera o la última vocal en la combinación. [22]
|       | Anterior | Posterior |
| ----- | -------- | --------- |
| Alta  | ɪ        | ʊ         |
| Media | ɛ        | ɔ         |

### Consonantes
El inventario de consonantes del arapaho se da en la tabla de abajo. Al escribir en arapaho, la /j / normalmente se transcribe como ⟨y⟩, / tʃ / as ⟨c⟩, / ʔ / as ⟨'⟩, y / θ / como ⟨3⟩. 
|             | Labial | Dental | Alveolar | Palatal | Velar | Glottal |
| ----------- | ------ | ------ | -------- | ------- | ----- | ------- |
| Nasal       |        | n      |          |         |       |         |
| Oclusiva    | b      |        | t        | tʃ      | k     | ʔ       |
| Fricativa   |        | θ      | s        | x       | h     |         |
| Aproximante |        |        |          | j       | w     |         |

### Alofonía
El fonema /b/ (la consonante oclusiva sonora bilabial) tiene un alófono sordo [p] que se produce antes de otras consonantes o al final de una palabra. Las consonantes oclusivas / tʃ /, / k / y / t / se pronuncian sin aspiración en la mayoría de los entornos, pero se aspiran antes de otras consonantes o al final de una palabra, o cuando preceden a una secuencia final de sílaba de una vocal breve + / h /. En este mismo entorno, / b / se aspira y se hace sorda. Por ejemplo, el prefijo gramatical cih- se pronuncia [tʃʰɪh], el prefijo tih- gramatical se pronuncia [tʰɪh], y la palabra héétbih'ínkúútiinoo, "Voy a apagar las luces" se pronuncia het[b̥ʰ]ih'ínkúútiinoo.[19]